# Mödlareuth

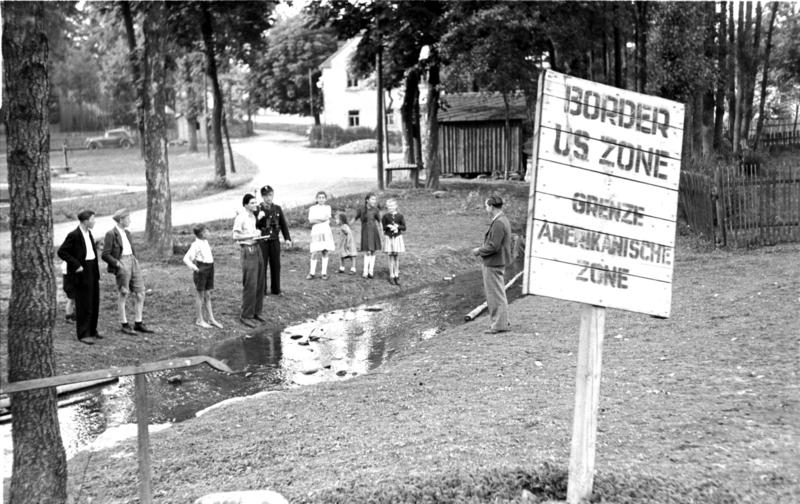
Gränsen i Mödlareuth mellan den sovjetiska och den amerikanska ockupationszonen, 1945.

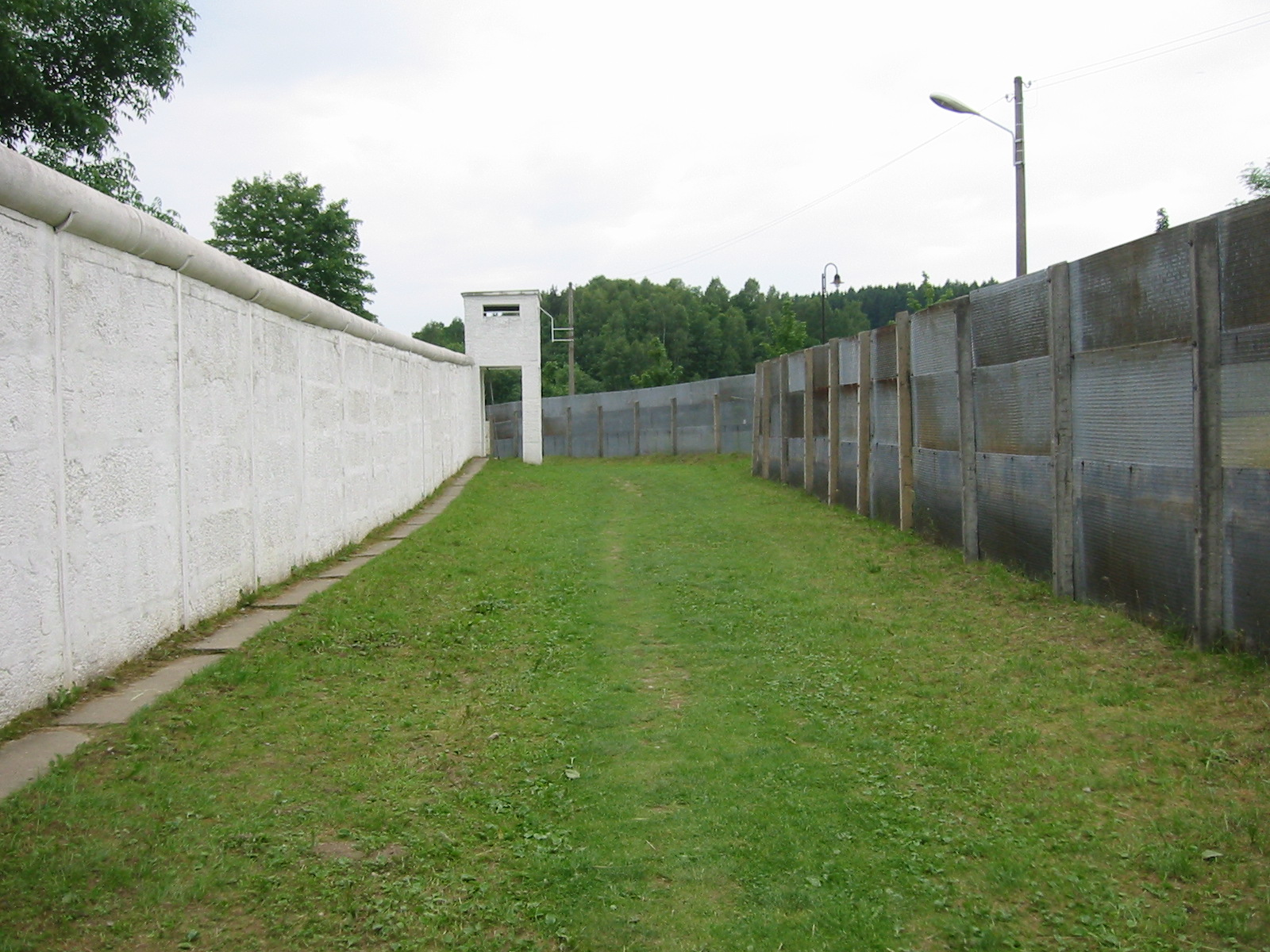
Friluftsmuseet Mödlareuth.

Mödlareuth är en by med omkring 50 invånare som ligger mitt på gränsen mellan Bayern (Landkreis Hof) och Thüringen (Saale-Orla-Kreis). Under 41 år gick gränsen mellan DDR och BRD rakt igenom byn.

## Historia
På 700-talet var trakterna omkring Mödlareuth glest bebodda, till övervägande delen av slaver men också av andra folkslag. Biskopsdömena Zeitz och Würzburg gränsade här till varandra. Efter grundandet av biskopsdömet Bamberg år 1007 växte området i betydelse. Samhället Mödlareuth omnämndes för första gången i källorna den 19 februari 1289.
På 1500-talet blev floden Tannbach, som flyter genom Mödlareuth, fastställd som gräns mellan markgrevskapet Bayreuth och grevskapet Reuss-Schleiz. År 1810 kom floden att bilda gräns mellan kungariket Bayern och furstendömet Reuss-Gera, som styrdes av furstefamiljen Reuss yngre gren. Genom århundradena märkte befolkningen dock föga av gränsdragningen. Det fanns bara en skola och ett värdshus, som båda befanns sig i den Reussiska delen av Mödlareuth. Byns befolkning gick i kyrkan i den närbelägna bayerska kyrkbyn Töpen. Vidare fanns i Mödlareuth en gemensam manskör.
Vid slutet av andra världskriget kom Thüringen, som det tidigare furstendömet Reuss-Gera tillhörde från 1920, att ingå i den sovjetiska ockupationszonen, medan Bayern hörde till den amerikanska zonen. År 1949, när Förbundsrepubliken Tyskland (BRD) och den Tyska Demokratiska Republiken (DDR) bildades, gick gränsen mellan de båda tyska staterna rakt igenom Mödlareuth och det krävdes passersedel för att ta sig från ena delen av byn till den andra.
År 1952 började DDR ensidigt uppföra stängsel på sin sida gränsen för att förhindra sina medborgare att fly till Förbundsrepubliken. Mödlareuth kom därefter att befinna sig inom DDR-gränsens så kallade skyddszon. Ända fram till 1989 var zonen förbjudet område för medborgare från Förbundsrepubliken, och DDR-medborgare från andra delar av DDR fick endast vistas där med särskilt tillstånd. Boende i skyddszonen som ansågs ”opålitliga” av den socialistiska regimen blev tvångsförflyttade, vilket också drabbade en del av Mödlareuths invånare. En kvarn som stod mitt på gränsen revs efter det att människorna som bodde i den hade lyckats fly in i Bayern, som ju bara befann sig några steg från deras hem. 
Redan samma år fortsatte DDR-myndigheterna att förstärka gränsen, genom att bygga ett mer än manshögt träplank, vilket 1958 ersattes av ett taggtrådsstängsel. År 1966 uppförde gränstrupperna i Mödlareuth och i andra orter som låg nära gränsen en betongmur som liknade Berlinmuren, dels för att försvåra flykt och dels för att göra det svårare att se över på andra sidan. Endast vid ett tillfälle, år 1973, lyckades en DDR-medborgare ta sig över muren vid byns andra kvarn (som senare också revs av gränstrupperna) och fly till Väst. Utanför tätorten Mödlareuth bestod gränsanläggningen av ett metallstängsel på vilket automatiska kulsprutor monterades 1983. 
Under de mer än fyrtio år Tyskland var delat bevakades byns DDR-del dag och natt, eftersom muren hade utvecklats till en turistattraktion på västsidan. De amerikanska soldater som var stationerade i området kallade orten för Little Berlin. 
De politiska omvälvningarna i DDR, öppningen av gränsen i Berlin den 9 november 1989 och lokala protester ledde till att en gränsövergång för fotgängare kunde öppnas också i Mödlareuth, den 9 december 1989. Den 17 juni 1990 revs slutligen muren i Mödlareuth. En del av muren har bevarats som minnesmärke och är nu en del av Mödlareuths Tysk-tyska friluftsmuseum.

## Mödlareuth idag
Administrativt hör den thüringska delen av byn Mödlareuth idag till staden Gefell och den bayerska delen till landskommunen Töpen. 
I Mödlareuth finns sedan 1994 Friluftsmuseet Mödlareuth som ställer ut föremål med anknytning till gränsen mellan DDR och Förbundsrepubliken. Det består dels av en del av den ursprungliga betongmuren och dels av återuppbyggda gränsanläggningar, som var typiska för DDR-gränsen. 
Även om man nu kan röra sig obehindrat från den ena delen av Mödlareuth till den andra så kvarstår några skillnader. Så är postnumren och riktnumren för fasta telefonabonnemang olika, vilket beror på att byns olika delar tillhör olika förbundsländer. Invånarna tillhör olika valkretsar och skickar sina barn till olika skolor. Dessutom finns en språklig skillnad. På den thüringska sidan använder man den nordtyska hälsningsfrasen Guten Tag medan man på den bayerska sidan säger Grüss Gott.